# 칠곡군의 국회의원

## 행정구역 변천
- 1945년 8월 15일 경상북도 칠곡군
- 1978년 2월 15일 인동면이 구미시에 편입
- 1981년 7월 1일 칠곡읍이 대구직할시 북구에 편입
- 1986년 4월 1일 약목면이 기산면으로 분면

## 칠곡군의 역대 국회의원 일람
| 대수         | 이름           | 소속정당           | 임기                             | 선거구역                                |
| ------------ | -------------- | ------------------ | -------------------------------- | --------------------------------------- |
| 제1대        | 장병만(張炳晩) | 대한독립촉성국민회 | 1948년 5월 31일~1950년 5월 30일  | 칠곡군 일원                             |
| 제2대        | 장택상(張澤相) | 무소속             | 1950년 5월 31일~1954년 5월 30일  | 칠곡군 일원                             |
| 제3대        | 장택상(張澤相) | 무소속             | 1954년 5월 31일~1958년 5월 30일  | 칠곡군 일원                             |
| 제4대        | 장택상(張澤相) | 무소속             | 1958년 5월 31일~1960년 7월 28일  | 칠곡군 일원                             |
| 제5대 민의원 | 장택상(張澤相) | 무소속             | 1960년 7월 29일~1961년 5월 16일  | 칠곡군 일원                             |
| 제6대        | 송한철(宋漢喆) | 민주공화당         | 1963년 12월 17일~1967년 6월 30일 | 성주군·칠곡군 일원                      |
| 제7대        | 송한철(宋漢喆) | 민주공화당         |                                  | 성주군·칠곡군 일원                      |
| 제8대        | 김창환(金昌煥) | 신민당             | 1971년 7월 1일~1972년 10월 17일  | 성주군·칠곡군 일원                      |
| 제9대        | 신현확(申鉉碻) | 민주공화당         | 1973년 3월 12일~1979년 3월 11일  | 군위군·성주군·선산군·칠곡군 일원        |
| 제9대        | 김창환(金昌煥) | 신민당             | 1973년 3월 12일~1979년 3월 11일  | 군위군·성주군·선산군·칠곡군 일원        |
| 제10대       | 신현확(申鉉碻) | 민주공화당         | 1979년 3월 12일~1979년 12월 12일 | 구미시·선산군·군위군·성주군·칠곡군 일원 |
| 제10대       | 김현규(金鉉圭) | 무소속             | 1979년 3월 12일~1980년 10월 27일 | 구미시·선산군·군위군·성주군·칠곡군 일원 |
| 제11대       | 박재홍(朴在鴻) | 민주정의당         | 1981년 4월 11일~1985년 4월 10일  | 구미시·선산군·군위군·성주군·칠곡군 일원 |
| 제11대       | 김현규(金鉉圭) | 민주한국당         | 1981년 4월 11일~1985년 4월 10일  | 구미시·선산군·군위군·성주군·칠곡군 일원 |
| 제12대       | 박재홍(朴在鴻) | 민주정의당         | 1985년 4월 11일~1988년 5월 29일  | 구미시·선산군·군위군·성주군·칠곡군 일원 |
| 제12대       | 김현규(金鉉圭) | 무소속             | 1985년 4월 11일~1988년 5월 29일  | 구미시·선산군·군위군·성주군·칠곡군 일원 |
| 제13대       | 장영철(張永喆) | 민주정의당         | 1988년 5월 30일~1992년 5월 29일  | 성주군·칠곡군 일원                      |
| 제14대       | 장영철(張永喆) | 민주자유당         | 1992년 5월 30일~1996년 5월 29일  | 성주군·칠곡군 일원                      |
| 제15대       | 장영철(張永喆) | 신한국당           | 1996년 5월 30일~2000년 5월 29일  | 군위군·칠곡군 일원                      |
| 제16대       | 이인기(李仁基) | 한나라당           | 2000년 5월 30일~2004년 5월 29일  | 칠곡군 일원                             |
| 제17대       | 이인기(李仁基) | 한나라당           | 2004년 5월 30일~2008년 5월 29일  | 고령군·성주군·칠곡군 일원               |
| 제18대       | 이인기(李仁基) | 무소속             | 2008년 5월 30일~2012년 5월 29일  | 고령군·성주군·칠곡군 일원               |
| 제19대       | 이완영(李完永) | 새누리당           | 2012년 5월 30일~2016년 5월 29일  | 고령군·성주군·칠곡군 일원               |
| 제20대       | 이완영(李完永) | 새누리당           | 2016년 5월 30일~2019년 6월 13일  | 고령군·성주군·칠곡군 일원               |
| 제21대       | 정희용(鄭熙溶) | 미래통합당         | 2020년 5월 30일~2024년 5월 29일  | 고령군·성주군·칠곡군 일원               |
| 제22대       | 정희용(鄭熙溶) | 국민의힘           | 2024년 5월 30일~                 | 고령군·성주군·칠곡군 일원               |

## 같이 보기
- 구미시의 국회의원
- 고령군의 국회의원
- 성주군의 국회의원
- 군위군의 국회의원
- 대구 북구의 국회의원
- 군위군·칠곡군
- 칠곡군 (2000년 선거구)
- 성주군·칠곡군
- 고령군·성주군·칠곡군